# BBC World Service
Le BBC World Service est un des diffuseurs de programmes radio les plus connus, émettant en 28 langues à travers le monde. Le service anglophone diffuse 24 heures sur 24. En juin 2014, la BBC a indiqué que son service mondial avait une audience hebdomadaire de 191,4 millions de personnes (76 millions pour la télévision, 65 millions pour la radio et cinquante millions pour Internet). Le World service est financé par le gouvernement britannique à travers le Foreign and Commonwealth Office (ministère des Affaires étrangères). Le dirigeant actuel (depuis décembre 2014) de la BBC World Service est Fran Unsworth.

## Organisation

### Mission
Le but du service mondial de la BBC est « d'être la voix la plus connue et la plus respectée au monde apportant par là un profit à la Grande-Bretagne ».
Le Gouvernement britannique a dépensé 239,1 millions de livres sterling en 2006 pour financer la station. Cette dépense fut justifiée en 1985 par la première ministre Margaret Thatcher : selon le Hansard, journal du Parlement britannique, elle aurait répondu à une question qui lui était posée :  Le World service dépense chaque penny que nous y injectons en promouvant notre vision du monde et notre politique, cela a été fait dans le passé et cela continuera à l’être dans le futur.
La BBC est une Société de la Couronne : elle est la propriété de l’État. Toutefois elle travaille indépendamment du Gouvernement. En effet, il n’y a pas de contrôle direct de celui-ci sur la BBC. Toutefois, le World Service promeut le point de vue britannique dans le domaine de la politique étrangère comme l’ont montré les exemples de la crise du canal de Suez en 1956, de la couverture de la guerre des Malouines en 1982 ou de la cession de Hong Kong à la Chine en 1997.
La BBC World Service peut être écoutée dans des parties du monde où les médias ne sont pas libres. Grâce à ses puissants émetteurs diffusant dans les langues locales, elle est parfois la seule source d’information indépendante dans certains pays. Cette stratégie a fonctionné, faisant d’elle un diffuseur écouté dans le tiers-monde et durant la guerre froide dans les pays d'Union soviétique ou d'Europe de l'Est. Toutefois, en 2005, la radio a fermé nombre de ses émissions en langues d’Europe de l’Est, y compris celles en polonais, pourtant populaires, afin de développer son service à destination du Moyen-Orient, à la suite d'un certain déclin depuis la fin de la censure dans ces anciens pays du bloc de l’Est.

### Budget
Le budget de BBC World Service est en augmentation constante depuis au moins l'année 2001, passant de 181,8 à 239,1 millions de livres. Son financement est en grande partie assuré par l'État britannique. La station est bien gérée, car durant la période 2001-2006 elle ne connaît le déficit qu'une seule fois, en 2006. La situation est redressée à partir de 2006-2007 mais se dégrade à nouveau à un rythme accéléré dans la fin des années 2000, dans un contexte de crise économique mondiale. L'année 2011 est marquée par un recul des dotations de l'État perçues par le BBC World Service pour la première fois en au moins 10 ans.
| Année terminée le 31 mars | 2000  | 2001  | 2002  | 2003  | 2004  | 2005  | 2006  | 2007  | 2008  | 2009  | 2010  | 2011   |
| ------------------------- | ----- | ----- | ----- | ----- | ----- | ----- | ----- | ----- | ----- | ----- | ----- | ------ |
| Ressources                | 192,1 | 204,5 | 211,1 | 224,2 | 243,7 | 247,7 | 260,5 | 242,3 | 257,7 | 268,7 | 272,1 | 270,1  |
| dont dotation de l'État   | 170,0 | 181,8 | 187,9 | 201,0 | 220,1 | 225,1 | 239,1 | 239,5 | 255,0 | 265,0 | 268,0 | 265,5  |
| Dépenses                  | 194,9 | 194,8 | 205,0 | 216,3 | 234,5 | 240,6 | 262,4 | 230,9 | 257,9 | 270,9 | 280,6 | 286,9  |
| Solde                     | 2,2   | 2,7   | 3,4   | 7,9   | 9,2   | 7,1   | – 1,9 | 11,4  | – 0,2 | – 2,2 | – 8,5 | – 16,8 |

### Audience
Le World Service est écouté au moins une fois par semaine par 182 millions de personnes dans le monde (2007-2008). Après avoir connu une période creuse de 2000-2001 à 2003-2004, durant lequel son audience passe de 153 à 146 millions de personnes, il connaît à partir de 2004-2005 une phase d'expansion.
Le service mondial de la BBC est surtout écouté en Afrique, au Moyen-Orient et en Asie.
En Afrique et dans le Moyen-Orient le World Service est écouté par 86 millions d’auditeurs, il l'est par 79,1 millions en Asie et dans le Pacifique(chiffres de 2007-2008).
|                                                                          | 2000-2001 | 2001-2002 | 2002-2003 | 2003-2004 | 2004-2005 | 2005-2006 |
| ------------------------------------------------------------------------ | --------- | --------- | --------- | --------- | --------- | --------- |
| Afrique et Moyen-Orient                                                  | 52,5      | 59        | 61,5      | 68,5      | 66        | 73,5      |
| Amériques                                                                | 9         | 9,5       | 11,5      | 13        | 11,8      | 11,8      |
| Asie et Pacifique                                                        | 68,5      | 57        | 55        | 47,5      | 53,2      | 61,1      |
| Eurasie                                                                  | 9         | 10,5      | 8,5       | 7         | 10        | 10,9      |
| Europe                                                                   | 14        | 14,5      | 13        | 9,5       | 7,5       | 5,4       |
| TOTAL                                                                    | 153       | 150       | 150       | 146       | 149       | 162       |
| Sources : Rapports annuels du BBC World Service de 2001-2002 à 2005-2006 |           |           |           |           |           |           |

Selon la nouvelle nomenclature en usage à partir de 2005-2006:
| Afrique et Moyen-Orient                                                  | 73,6 | 83   | 86   |
| Amériques et Europe                                                      | 22,1 | 17,9 | 16,8 |
| Asie et Pacifique                                                        | 67,1 | 82,2 | 79,1 |
| TOTAL                                                                    | 162  | 183  | 182  |
| Sources : Rapports annuels du BBC World Service de 2005-2006 à 2007-2008 |      |      |      |

### Langues
En plus de l’anglais, la BBC World Service émet actuellement en albanais, arabe, azéri, bengali, birman, anglais des Caraïbes, cantonais, espagnol, français, haoussa, hindi, indonésien, kinyarwanda, kirundi, kirghiz, macédonien, mandarin, népalais, ourdou, ouzbek, pashtoun, persan, portugais, serbe, sinhala, somali, swahili, tamoul, turc, ukrainien et vietnamien.
Le 25 octobre 2005 sort l’annonce que les services en bulgare, croate, grec, hongrois, kazakh, polonais, slovaque, slovène, tchèque et thaïlandais doivent fermer en mars 2006 afin de financer le lancement d’une chaîne de télévision arabophone en 2007.

### Diffusion en langues étrangères

#### Liste des langues de diffusion de BBC World Service
| Langue                      | Date de début        | Date de fin      | Date de remise en service |
| --------------------------- | -------------------- | ---------------- | ------------------------- |
| Allemand                    | 1939                 | 25 mars 1999     | —                         |
| Anglais                     | 25 décembre 1936     | —                | —                         |
| Anglais des Caraïbes        | 25 décembre 1976     | —                | —                         |
| Arabe                       | 1938                 | —                | —                         |
| Chinois-Cantonais           | 1968                 | —                | —                         |
| Chinois-Mandarin            | 1968                 | —                | —                         |
| Danois                      | 1942                 | 4 mars 1961      | —                         |
| Espagnol                    | 14 mars 1938         | —                | —                         |
| Néerlandais                 | 1942                 | 4 mars 1961      | —                         |
| Finnois                     | Décembre 1942        | 29 janvier 1955  | —                         |
| Français                    | 25 décembre 1940     | —                | —                         |
| Gallois (Pour la Patagonie) | 1946                 | 1947             | —                         |
| Hindi                       | 11 mai 1940          | —                | —                         |
| Hongrois                    | Janvier 1941         | 25 mars 2005     | —                         |
| Italien                     | Janvier 1941         | 4 mars 1961      | —                         |
| Japonais                    | 1948                 | 25 mars 1992     | —                         |
| Malais                      | 1956 (Crise)         | 4 mars 1980      | —                         |
| Norvégien                   | 1941                 | 4 mars 1961      | —                         |
| Persan                      | 28 décembre 1940     | —                | —                         |
| Polonais                    | Janvier 1941         | 25 novembre 2005 | —                         |
| Portugais                   | 6 juillet 1941       | 25 mars 1991     | 2004                      |
| Russe                       | Janvier 1941         | —                | —                         |
| Slovaque                    | Janvier 1941         | 25 mars 1991     | —                         |
| Somali                      | 18 juillet 1957      | —                | —                         |
| Suédois                     | 1941                 | 4 mars 1961      | —                         |
| Tchèque                     | 1942 (voir Slovaque) | 25 mars 2005     | —                         |
| Thaï                        | 1941                 | 1er janvier 2006 | —                         |
| Ukrainien                   | Septembre 1952       | —                | —                         |
| Vietnamien                  | 6 janvier 1952       | —                | —                         |

#### Durée hebdomadaire des programmes par pays de diffusion
| Pays               | 1950 | 1960 | 1970 | 1980 | 1990          | 1996          |
| ------------------ | ---- | ---- | ---- | ---- | ------------- | ------------- |
| États-Unis         | 497  | 1495 | 1907 | 1901 | 2611          | 1821          |
| Chine              | 66   | 687  | 1267 | 1350 | 1515          | 1620          |
| Royaume-Uni (BBC)  | 643  | 589  | 723  | 719  | 796           | 1036          |
| URSS puis Russie   | 533  | 1015 | 1908 | 2094 | 1876          | 726           |
| RDA                | —    | 315  | 779  | 804  | Fin de la RDA | Fin de la RDA |
| Égypte             | —    | 301  | 540  | 546  | 605           | 604           |
| Iran               | 12   | 24   | 155  | 175  | 400           | 575           |
| Inde               | 116  | 157  | 271  | 389  | 456           | 500           |
| Japon              | —    | 203  | 259  | 259  | 343           | 468           |
| France (RFI)       | 198  | 326  | 200  | 125  | 379           | 459           |
| Pays-Bas           | 127  | 178  | 335  | 289  | 323           | 392           |
| Israël             | —    | 91   | 158  | 210  | 253           | 365           |
| Turquie            | 40   | 77   | 88   | 199  | 322           | 364           |
| Corée du Nord      | —    | 159  | 330  | 597  | 534           | 364           |
| Bulgarie           | 30   | 117  | 164  | 236  | 320           | 338           |
| Australie          | 181  | 257  | 350  | 333  | 330           | 307           |
| Albanie            | 26   | 63   | 487  | 560  | 451           | 303           |
| Roumanie           | 30   | 159  | 185  | 198  | 199           | 298           |
| Espagne            | 68   | 202  | 251  | 239  | 403           | 270           |
| Portugal           | 46   | 133  | 295  | 214  | 203           | 226           |
| Cuba               | —    | —    | 320  | 424  | 352           | 203           |
| Italie             | 170  | 205  | 165  | 169  | 181           | 203           |
| Canada             | 85   | 80   | 98   | 134  | 195           | 175           |
| Pologne            | 131  | 232  | 334  | 337  | 292           | 171           |
| Afrique du Sud     | —    | 63   | 150  | 183  | 156           | 159           |
| Suède              | 28   | 114  | 140  | 155  | 167           | 149           |
| Hongrie            | 16   | 120  | 105  | 127  | 102           | 144           |
| République tchèque | 119  | 196  | 202  | 255  | 131           | 131           |
| Nigeria            | —    | —    | 62   | 170  | 120           | 127           |
| Yougoslavie        | 80   | 70   | 76   | 72   | 96            | 68            |

## Apprentissage et perfectionnement de la langue anglaise
Depuis 1943, le BBC World Service dispose également d'un département, initialement nommé « English by Radio » et aujourd'hui connu sous le nom de « BBC Learning English », consacré à l'apprentissage et au perfectionnement de la langue anglaise, pour les non-anglophones, au travers, notamment, de courts programmes radiophoniques ou vidéos accompagnés de transcriptions. Ces programmes sont également, pour une grande part d'entre eux, téléchargeables sur le site Web associé.

## Histoire

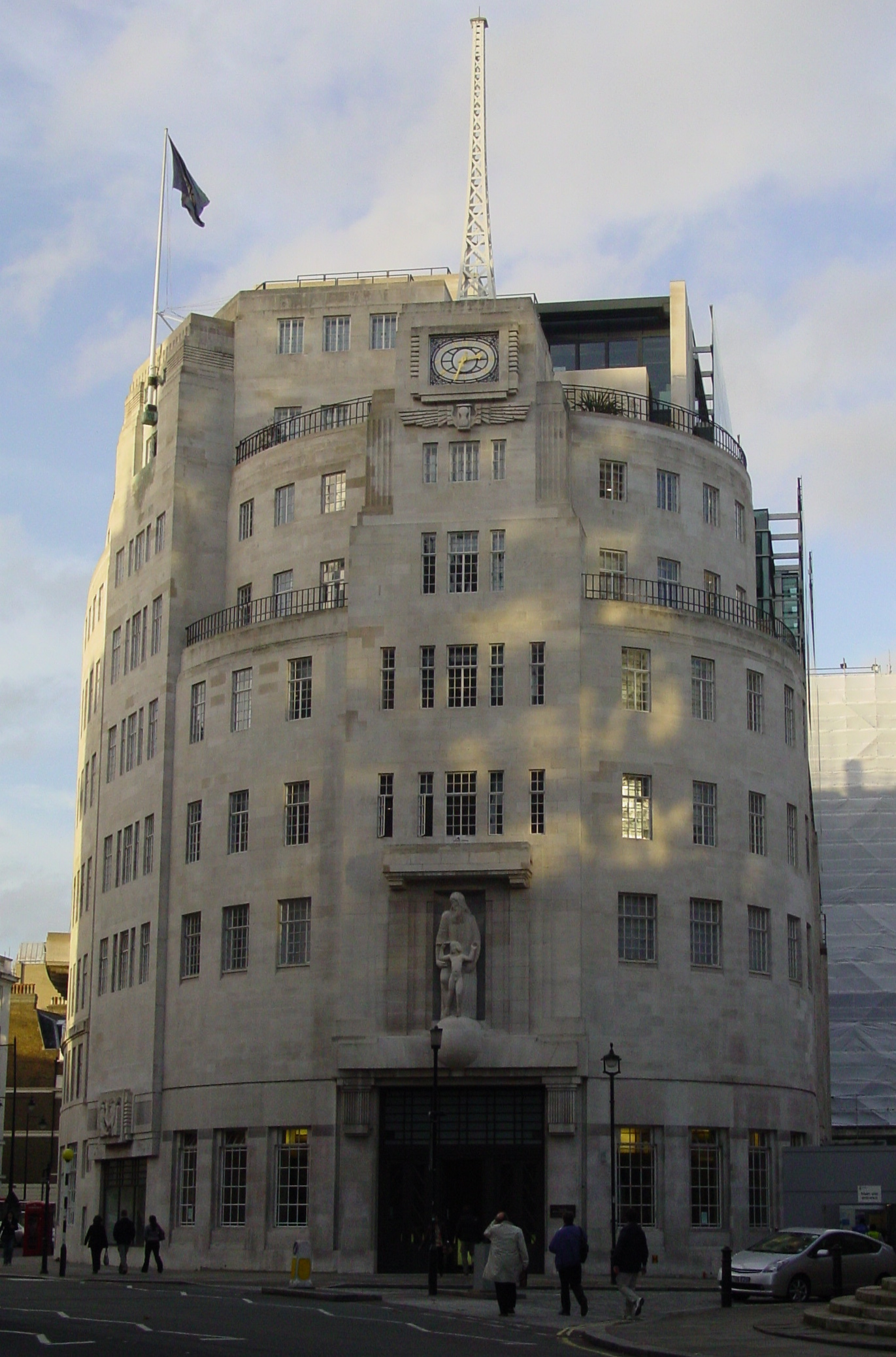
Le BBC Broadcasting House.

La première transmission en ondes courtes de la BBC a lieu en 1925 depuis Borough Hill, dans le Daventry. Le programme de la BBC en ondes courtes commence en tant que BBC Empire Service le 19 décembre 1932, et diffuse notamment vers l’Australie.
Le 3 janvier 1938 le premier service en langue étrangère (arabe) est lancé. Le service germanophone démarre le 29 mars 1938, peu avant le déclenchement de la Seconde Guerre mondiale. À la fin de l’année 1942 le World Service diffuse dans les principales langues européennes.
Durant ce conflit la station de radio acquiert une position spéciale car elle diffuse des informations avec une forte audience. Le service en allemand joue un rôle important dans la propagande contre l’Allemagne nazie.
Après que le 8 décembre 1940 une bombe ait endommagé le Broadcasting House, le service européen de la radio se déplace au Bush House. Le reste du service étranger de la BBC y déménage en 1958.
En août 1985 le World Service interrompt ses programmes pour la première fois de son histoire à la suite d'une grève protestant contre l’interdiction de diffusion d’un documentaire comportant une interview de Martin McGuinness du Sinn Féin.
Le World Service devrait retourner au Broadcasting House en 2008 à la suite de l'expiration à venir du bail de la Bush House.

## Identité visuelle

### Logos

Logo de BBC World Service de 2002 à 2008
Logo de BBC World Service de 2008 à 2019
Logo de BBC World Service de 2019 à 2022
Logo actuelle de BBC World Service depuis 2022

## Diffusion
Les programmes de la BBC World Service sont fréquemment relayés par des stations de radio locales. De plus le World Service fournit des programmes éducatifs, ainsi que des fictions et des programmes sportifs. La BBC a aussi servi à diffuser des messages aux citoyens britanniques installés à l’étranger, comme l’ordre d’évacuer la Jordanie durant le septembre noir en septembre 1970.
La radio est disponible sur Worldspace. Un programme de diffusion en direct et d’archive d’anciennes émissions est disponible sur internet, permettant une diffusion mondiale.

### Ondes courtes
Le BBC World Service diffuse en ondes courtes. Toutefois il utilise de moins en moins ce moyen de transmission. En effet la station adapte son offre aux pratiques de ses auditeurs qui utilisent de plus en plus le satellite et internet. L'audience de BBC World Service via les ondes courtes diminue depuis les années 1990, passant de 122 millions d'auditeurs en 1996 à 97 millions en 2003. Les ondes courtes concernent l'Afrique, l'Asie, l'Europe, l'Amérique du Sud, le Moyen-Orient, l'Amérique centrale et les Caraïbes. Certaines régions ne bénéficient pas des émissions en ondes courtes, comme la zone pacifique, l'Amérique du Nord et l'Europe (pour les programmes en anglais). Toutefois il est possible de capter les émissions destinées à l'Amérique du Sud et aux Caraïbes depuis l'Amérique du Nord. De même les émissions destinées à l'Asie de l'Est sont audibles à Hawaï.

### FM
Le World Service développe sa diffusion en FM sur l'ensemble de la planète. En Europe il est notamment présent en Roumanie, Azerbaïdjan, et en république Tchèque. Plusieurs villes d'Afrique peuvent écouter la BBC World Service en FM (comme Abidjan 94.3 FM, Ouagadougou 99.20 FM, Dakar 105.6 FM, Kinshasa 92.6 FM ou encore Antananarive 89.2 FM), comme en Asie (Oulan-Bator, Katmandou, Singapour) et au Moyen-Orient (Bagdad, Abou Dabi, Doha). La BBC World Service est également disponible en FM grâce à des stations partenaires, notamment en Afrique et dans les Amériques.

### Ondes moyennes
Le World Service fut longtemps disponible en ondes moyennes en Europe, Océanie, Moyen-Orient, Extrême-Orient et en Asie du Sud. En Europe la station pouvait être écoutée sur 648 kHz (la nuit la puissance émetteur était augmentée, on pouvait la capter jusqu'à Lyon) dans le Nord-Est de la France jusqu'au Mans et Paris, au Benelux et dans le Nord-ouest de l'Allemagne, ainsi qu'au Sud-est de l'Angleterre. En avril 2011, le World Service a cessé ses émissions européennes en ondes moyennes.

### Câble et satellite
Le satellite couvre la plus grande partie de la planète sauf l'Amérique latine et l'Océanie. L'Afrique est desservie par les satellites Afristar, Euteksat et Hot Bird 6, l'Asie par Asiastar, l'Europe par Canalsat, l'Europe de l'Est par Hot Bird 6, l'Amérique du Nord par XMS Satellite Radio et Sirius Satellite Radio, le Moyen-Orient par Afristar et Nile-Sat. La station est également disponible sur le câble en Amérique du Nord, en Europe(Suisse, Autriche, Pays-Bas et Danemark), et en Asie(Japon, Indonésie).

### IPTV
Le service est aussi disponible sur IPTV.

### Internet
BBC World Service diffuse aussi ses programmes par Internet, ce qui lui assure une diffusion mondiale.
L'adresse du flux est http://bbcwssc.ic.llnwd.net/stream/bbcwssc_mp1_ws-eieuk

## World Service Television
Lancée en 1991 la BBC World Service Television a éclaté en 1995 en deux chaînes, BBC World et BBC Prime.

## Signal d’intervalle
Le signal d’intervalle de la station anglophone est le Bow Bell, un enregistrement réalisé en 1926. Introduit comme un symbole d’espoir durant la Seconde Guerre mondiale, il est toujours utilisé avant les programmes anglophones. Dans les années 1970 un nouveau signal d’intervalle (oranges et citrons) est utilisé, mais bientôt abandonné.
Janvier 1941 a vu le début de l’utilisation du code morse de la lettre V comme signal d’intervalle. Ce signal a connu plusieurs variations somme le timpani, les quatre premières notes de la symphonie no 5 de Beethoven qui coïncide avec la lettre V, et des notes électroniques encore utilisées pour certains services européens.
La signature du World Service, Lillibullero est diffusée juste avant le top horaire et les informations. Certains centres de diffusion remplacent parfois le Lillibullero lors de semaines thématiques. Jusqu’à récemment la séquence horaire est précédée de l’annonce « This is London » ; elle est remplacée par la phrase « Wherever you are, however you listen, this is the BBC » ou par « With world news every half hour, this is the BBC ». Récemment, le Lillibulero a été raccourci par des annonces. Dans d’autres langues, le signal d’intervalle est constitué de trois notes signifiant B-B-C. Les services non-anglophones pour l’Europe ont un signal d’intervalle de quatre notes, B-B-B-E, dans le rythme du code morse de la lettre V. L’heure GMT est annoncée ainsi sur le service anglais : « 13 hours Greenwich Mean Time » pour 13h GMT. Parfois ‘‘Greenwich Mean Time’’ est abrégé GMT.

## Émissions
Le cœur du service mondial de la BBC est la diffusion des informations une minute après chaque heure avec un bulletin de cinq minutes. Au demie de l’heure a lieu un résumé de l’actualité qui dure deux minutes. Parfois ces bulletins sont séparés des programmes, mais il arrive qu’ils y soient intégrés (comme The Newsroom, Newshour ou Newsday).
Quelques émissions :
En français (pour l'Afrique)
- Journaux : BBC Matin (1h30), BBC Midi (30 minutes), BBC Soir (30 minutes) : les informations du jour.
- Britannia : émission de 15 minutes qui présente la société britannique.
- Le Star Club : 30 minutes de variétés africaines.
- Africana: émission d'actualité et de reportage consacrée à l'Afrique.

En anglais
- BBC News : journal de cinq minutes toutes les heures.
- African Perspective : 24 minutes consacrées à la société africaine.
- The Friday Documentary : un magazine d'information de 23 minutes. Exemples de sujets traités : les prisons secrètes de la CIA ; la Russie de Poutine.
- Top of the Pops : émission musicale de 1h53.
- World Drama : 58 minutes de fictions inspirées de faits historiques.
- Newshour : programme d'information d'une heure sur l'actualité internationale, deux fois par jour à 13 heures (week-end seulement), 14 heures (en semaine seulement) et 21 heures GMT.
- The Newsroom : programme d'information d'une demi-heure sur l'actualité et l'évènement internationale en direct, chaque jour à 2, 5, 11, 13 (en semaine seulement), 19 (sauf dimanche) et 22 heures GMT.
- Outlook : émission d'une heure diffusée du lundi au vendredi, elle fait le portrait de célébrités ou de personnes moins connues.
- Newsday : émission diffusée chaque matin et consacrée à l'actualité internationale.